# بيني جونسون جيرالد
بيني جونسون جيرالد (بالإنجليزية: Penny Johnson Jerald)‏ هي ممثلة أمريكية، ولدت في 14 مارس 1961 ببالتيمور في الولايات المتحدة. بدأت مشوارها المهني سنة 1983.

## أعمال

### أفلام
- (1985) التلال لها عيون 2
- (1997) السلطة المطلقة[4]

### مسلسلات
- 24
- أورفيل
- الملفات الغامضة
- ديب سبيس ناين
- طريق أكتوبر
- كاسل
- لاري ساندريس شو

## وصلات خارجية
- بيني جونسون جيرالد على موقع IMDb (الإنجليزية)
- بيني جونسون جيرالد على موقع روتن توميتوز (الإنجليزية)
- بيني جونسون جيرالد على موقع ألو سيني (الفرنسية)
- بيني جونسون جيرالد على موقع أول موفي (الإنجليزية)
- بيني جونسون جيرالد على موقع قاعدة بيانات الأفلام السويدية (السويدية)
- بيني جونسون جيرالد على موقع إن إن دي بي (الإنجليزية)
- بيني جونسون جيرالد على موقع قاعدة بيانات الفيلم (الإنجليزية)
- بيني جونسون جيرالد على موقع كينوبويسك (الروسية)